# Alphonsea keithii
Alphonsea keithii är en kirimojaväxtart som beskrevs av Henry Nicholas Ridley. Alphonsea keithii ingår i släktet Alphonsea och familjen kirimojaväxter. Inga underarter finns listade i Catalogue of Life.